# Кольский рудный район
Кольский рудный район расположен на северо-востоке Европейской части России за Полярным кругом на территории Мурманской области.

## Характеристика
Состоит из материковой и полуостровной (Кольский полуостров) частей. Общая площадь 114,9 тыс. км². Кольский рудный район расположен в северо-восточной части Балтийского щита, который входит в состав Восточно-Европейской платформы. Сложен метаморфизованными осадочными и магматическими образованиями архея и протерозоя.
В Кольском рудном районе обнаружены крупные месторождения апатита, никелевых и железных руд. В рудах Кольского рудного района выявлено более 3/4 известных на Земле химических элементов, более 60 из них образуют промышленные концентрации. Среди них уникальные апатит-нефелиновые руды, железистые кварциты, нефелиновые сиениты, магнетит-апатитовые и титаномагнетитовые руды, залежи руд меди, никеля, кобальта, редких и рассеянных элементов, кианита, слюды (мусковит, флогопит, вермикулит), нерудных строительных материалов, цветного поделочного камня. Открытия месторождений со значительными запасами сырья и благоприятными горно-геологическими условиями привело к созданию горнорудной промышленности района.

## Технология разработки
Разработка месторождений осуществляется подземным и открытым способами. При подземной разработке применяется раскрытия вертикальными стволами и штольнями. Специфика открытых горных работ определяется сложными природными условиями Крайнего Севера. Особенность минерального сырья Кольского рудного района — её многокомпонентный состав. Обогащение руд — флотацией, гравитацией, магнитной сепарацией. Предприятия Кольского рудного района производят апатитовый, нефелиновый, железный, редкометалльный, бадделеитовый, вермикулитовый концентраты, никель, медь, кобальт. Разработаны оригинальные технологии получения и переработки сфенового, эгиринового и титаномагнетитовых концентратов.

## Источник
- Гірничий енциклопедичний словник, т. 3. / За ред. В. С. Білецького. — Донецьк: Східний видавничий дім, 2004. — 752 с. ISBN 966-7804-78-X